# Giuliana Fiorentino
Giuliana Fiorentino (Napoli, 7 settembre 1968) è una giornalista italiana.

## Biografia
Nata a Napoli nel 1968 inizia l'attività di giornalista presso alcune testate locali per poi passare a Mediaset nel 1995 e dal 1996 è giornalista professionista, approdando al TG4 allora sotto la direzione di Emilio Fede. Dal 2010 assume il ruolo di vice-caporedattrice della suddetta testata. Conduce l'edizione delle 11:30 e ha condotto le edizioni delle 13:30, 14:00 e la Rassegna stampa notturna prima della loro soppressione. Si è occupata inoltre di alcuni speciali a carattere religioso. Da maggio 2011 fa parte della redazione unica di TG4 e Studio Aperto diretta da Giovanni Toti al quale subentra, per il TG4, nel 2014 Mario Giordano. Da dicembre dello stesso anno fino al 2016 conduceva anche l'edizione serale, alle 18:55, mentre dal 18 settembre 2017 fino al marzo 2018 torna a condurre, prima saltuariamente e poi più frequentemente, l'edizione delle 11:30 (poi spostata alle 12:00 dal 10 settembre 2018). Poi dall'aprile dello stesso anno conduce di nuovo l'edizione delle 18:55, prima in sostituzione di Giuseppe Brindisi (che ha abbandonato – solo per pochi mesi – la conduzione dell'edizione serale del TG per passare a condurre insieme a Veronica Gentili dal 9 aprile 2018 dal lunedì al venerdì Stasera Italia, trasmissione che dalla stagione 2018-2019 viene condotta da questi solo nel fine settimana, giacché da quel periodo Brindisi torna a condurre l'edizione serale del TG4), alternandosi settimanalmente con Francesca Romanelli e poi, dal 29 ottobre successivo, con l'arrivo di Gerardo Greco alla conduzione del TG4, inizialmente solo in assenza di quest'ultimo e successivamente in alternanza settimanale anche con Manuela Boselli e Giuseppe Brindisi. Da marzo 2015 è tra i curatori, con Mario Giordano e Marcello Vinonuovo, del programma di approfondimento Dalla vostra parte (chiuso e sostituito da Stasera Italia nell'aprile 2018).

## Televisione
- TG4 (dal 1995)
- Dalla vostra parte (2015)